# Antología griega
La Antología griega (en griego antiguo: Ἀνθολογία Ἑλληνική, romanizado: Άnthología Hellīnikī́; en latín: Anthologia Graeca) es el nombre dado actualmente al compendio de epigramas grecolatinos y bizantinos, escritos en griego, y provenientes de las dos colecciones más importantes de estos actualmente conservadas: la Antología palatina y la Antología planúdea.

## Composición
Desde, como mínimo, el siglo VI a. C. se popularizó la poesía epigramática griega, es decir, la destinada a acompañar cualquier obra pétrea (edificios, estatuas, lápidas funerarias, estelas...). Su dispersión geográfica hizo que, en un momento dado, alguien se propusiese recopilarlas, si no todas, al menos las de mayor arte poética. Nació así la Antología, nombre genérico que, en el siglo II a. C., se le dio a la primera obra literaria recopiladora de epigramas en griego de la que tenemos conocimiento: La guirnalda (o corona) de flores de Meleagro de Gádara.
Posteriormente a esta obra, fueron varias las Antologías, que se siguieron escribiendo hasta la Edad Media, cuando se compusieron las dos únicas que hoy día sobreviven (la Antología palatina y la Antología planúdea), receptoras de los epigramas compilados hasta su época. Ambas compartían gran cantidad de material, siendo la Palatina más extensa que la Planúdea. De ese modo, se utilizó la primera como base sobre la que añadir únicamente aquellos poemas de la segunda que no figuraban, cuyo resultado es la que ha dado en llamarse actualmente Antología griega.
Para su ordenación, se dividió en dieciséis libros, los quince primeros serían propiamente la Antología palatina, respetando incluso sus títulos, y el decimosexto lo compondrían todos aquellos poemas que aparecían en la Antología planúdea pero no en la Palatina (esta forma de ordenación hace que exista una enorme confusión entre Antología palatina y Antología griega).

## Historia

### LaCoronade Meleagro
Aunque se han encontrado papiros en Egipto que contienen fragmentos de colecciones de poesía, la antología epigramática griega más antigua conocida fue compilada por Meleagro de Gádara en el siglo II a. C., bajo el título Ἀνθολογία (literalmente, Flores seleccionadas),  que se ha convenido titularla modernamente, La guirnalda (o corona) de flores.
Contenía, además de los poemas del propio compilador, poemas de cuarenta y seis autores más, entre ellos, Alceo de Mitilene, Éveno de Paros, Anacreonte o Simónides de Ceos. En el prefacio de la colección, Meleagro compara, con mucha delicadeza, el orden de los poemas a las flores de una guirnalda unidas por sus tallos, imagen que ha pasado a la posteridad con la palabra "Antología" como sinónimo de colección de obras literarias destinadas a futuras generaciones.

### Las antologías posteriores
La Ἀνθολογία de Meleagro tuvo tanto éxito, que se incrementó con nuevos poemas desde la antigüedad. Los prefacios de las ediciones de Filipo de Tesalónica, Diogeniano y Agatías, el Escolástico, así lo demuestran (cada una, aunque eran obras independientes, además de contener varios de los poemas seleccionados por Meleagro, incorporaban los propios de sus compiladores y otros más de sus gustos).

### LaAntología Palatina
A partir del material compilado en una antología que reunía todas las anteriores (o a partir de cada una de ellas), se compuso la edición de Constantino Céfalas en el siglo X d. C.: la llamada Antología Palatina. Su compilador agregó nuevas colecciones al compendio: versos homoeróticos recogidos por Estratón de Sardes en el siglo II d. C.; una colección de epigramas cristianos encontrados en iglesias; una colección de epigramas satíricos y de banquetes, debidos a la pluma de Diogeniano; la descripción de Cristodoro de las estatuas del gimnasio bizantino de Zeuxipo; y una colección de inscripciones albergadas en el templo de Cícico.

### LaAntologíade Planudes

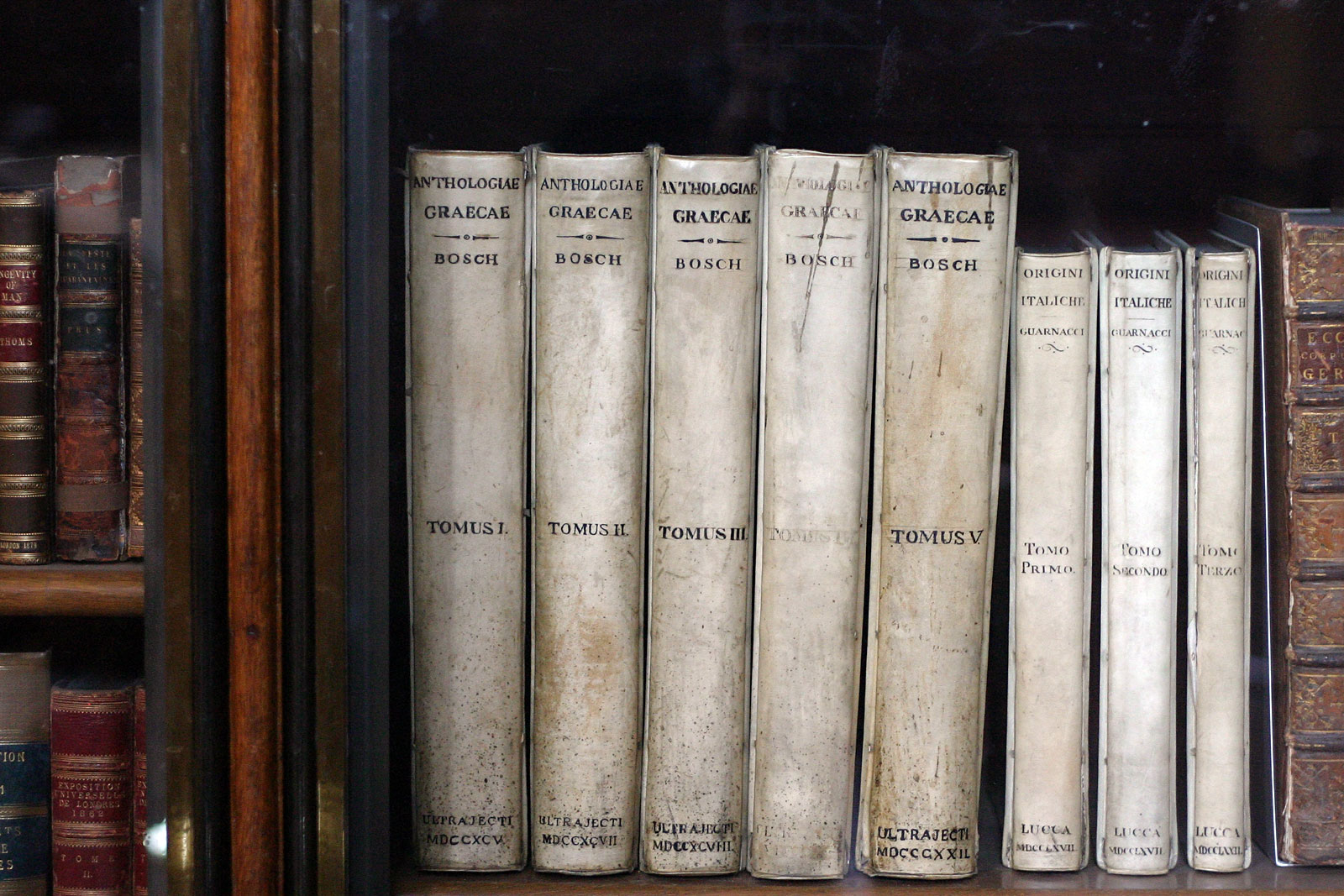
Ejemplar del museo Británico de la edición clásica de la Antología griega en 5 tomos de Van Bosch y Van Lennep (comenzada en 1795 por Bosch, terminada y publicada en 1822 por Lennep). Con abundantes ilustraciones, consta de la traducción en versos latinos llevada a cabo por Grotius de la edición de Maximus Planudes de la Antología. Recoge la edición griega defectuosa de Wechel (1600), que es en sí misma una continuación de la edición planúdea de 1566, escrita por Henri Estienne.

El erudito Maximus Planudes realizó a principios del siglo XIV una edición de la Antología griega, a la que, además añadió algunas obras y eliminó o modificó varios poemas que no le parecían auténticos. Esta versión fue la única conocida en el Occidente cristiano, Hasta que en 1606 Claude Saumaise descubrió en Heidelberg una colección más completa basada en la anterior edición de Céfalas, el manuscrito Codex Palatinus 23.  La copia que hizo Saumaise, no habría sido publicada antes de 1776, puesto que Richard François Philippe Brunck la anexó a sus Analecta. La primera edición crítica se debe a  F. Jacobs (13 vol. 1794-1803; revisada en 1813-17). Fue difundida en toda Europa. Un crítico del Times Literary Supplement, al comentar en 1971 la traducción parcial de Robin Skelton de la Antología, dejó escrito: 

El tiempo estuvo detenido, hasta que me fue posible descubrir en ella una obra maestra que aún no había leído.

 Se puede detectar la influencia de esta colección sobre autores tan diferentes como Propercio, Ezra Pound y Edgar Lee Masters. Su influencia se acrecentó con la publicación de su traducción sin censuras en el siglo XX.

## Estilo
Los poemas de esta antología provienen de diversas épocas. Se puede distinguir cuatro periodos:
1) El periodo griego propiamente dicho, del cual Simónides de Ceos (556-469 a. C.) es un destacado representante, con un buen número de inscripciones funerarias para los soldados caídos durante las guerras médicas. Casi todas las obras de esta época son inscripciones reales o versos dedicados a personas reales, vivas o muerta.
2) El epigrama se desarrolló mucho en el periodo alejandrino. En esta época, su sentido se amplió para incluir anécdotas, sátiras y poemas amorosos. Calímaco de Cirene es una figura representativa de este periodo. 
3) En el imperio romano, en una época tardía, se desarrolló otro género: la sátira. Lucilio, que escribió durante el reinado de Nerón, y Luciano de Samosata, muestran gran talento para los epigramas mordaces y cáusticos. Páladas, un gramático de Alejandría del siglo IV es el último representante del epigrama clásico. En sus versos, se presenta con una oposición desesperada frente al cristianismo.
4) El cuarto periodo consiste en epigramas escritos durante el reinado del emperador Justiniano. El estilo es precioso, como lo manifiesta la pluma de Agatías.

## Lista alfabética de autores
- Ablabio, el Ilustre
- Acerato, el Gramático
- Adeo de Macedonia
- Adeo de Mitilene
- Adriano (emperador romano)
- Agatías, el Escolástico
- Agis
- Alceo de Mesene
- Alceo de Mitilene
- Alejandro de Etolia
- Alejandro de Magnesia
- Alfeo de Mitilene
- Amiano
- Amónidas
- Amonio
- Anacreonte de Teos
- Anastasio Traulo
- Andrónico
- Ánite de Tegea
- Antágoras de Rodas
- Antífanes de Macedonia
- Antífanes de Megalópolis
- Antífilo de Bizancio
- Antígono de Caristo
- Antímaco de Colofón
- Antíoco
- Antípatro de Sidón
- Antípatro de Tesalónica (o de Macedonia)
- Antistio
- Antonio de Argos
- Apolinario
- Apolónides de Esmirna (o de Nicea)
- Apolonio, el Gramático
- Arabio, el Escolástico
- Arato de Solos
- Aretas, el Diácono
- Argentario
- Aristódico de Rodas
- Aristón de Salamina
- Arquelao de Egipto
- Arquias de Antioquía
- Arquias de Bizancio
- Arquias de Mitilene
- Arquias, el Joven
- Arquíloco de Paros
- Arquímedes
- Artemidoro de Tarso
- Artemón de Cícico
- Asclepíades de Adramitio
- Asclepíades de Samos
- Ateneo
- Automedonte de Etolia (o Antimedonte de Cícico)
- Baquílides de Ceos
- Baso de Esmirna
- Besantino
- Bianor de Bitinia
- Boeto, el Elegiógrafo
- Calías de Argos
- Calictro, el Adivino
- Calímaco de Cirene
- Capitón
- Carfílides (o Carpílides)
- Cerealio
- Ciláctor
- Cilenio
- Cirilo
- Ciro de Panópolis
- Claudiano
- Cleóbulo de Lindos
- Cometas, el Cartulario
- Cometas, el Escolástico
- Constantino Céfalas
- Constantino de Rodas
- Constantino de Sicilia
- Cosmas
- Crates de Tebas
- Crinágoras de Mitilene
- Cristodoro de Coptos
- Cuadrato
- Damageto del Peloponeso
- Damascio, el Filósofo
- Damócaris, el Gramático
- Damóstrato
- Demetrio de Bitinia
- Demiurgo
- Demócrito de Trecene
- Demódoco de Leros
- Dífilo de Sinope
- Diocles de Caristo
- Diodoro de Sardes
- Diodoro de Tarso
- Diodoro, el Gramático
- Diófanes de Mirina
- Diógenes de Amiso
- Diógenes Laercio
- Dionisio de Andros
- Dionisio de Cícico
- Dionisio de Rodas
- Dionisio, el Sofista
- Dioscórides de Nicópolis
- Diótimo de Adramitio
- Diótimo de Atenas
- Diótimo de Mileto
- Dosiadas de Rodas
- Duris de Elea
- Emiliano de Nicea
- Empédocles de Acragante
- Enomao
- Epígono de Nicea (o de Tesalónica)
- Eratóstenes, el Escolástico
- Ericio de Cícico (o de Tesalia)
- Erina de Telos
- Escévola
- Escitino de Teos
- Esopo
- Espeusipo de Mirrinunte (o de Atenas)
- Esquilo
- Esquines de Atenas
- Estacilio Flaco
- Estéfano, el Gramático
- Estratón de Sardes
- Etrusco de Mesene
- Euforión de Calcis
- Eugenes
- Eupitio de Atenas
- Eurípides
- Eutolmio, el Escolástico (o el Ilustre)
- Éveno de Ascalón
- Éveno de Atenas
- Éveno de Paros
- Évodo
- Faeno
- Faleco de Fócide
- Fanias, el Gramático
- Fédimo de Bizancio (o de Amastris)
- Filemón de Solos (o de Siracusa)
- Filetas de Samos
- Filipo de Macedonia
- Filipo de Tesalónica
- Filisco
- Filodemo de Gádara
- Filón
- Filóstrato
- Filóxeno de Léucade
- Focas, el Diácono
- Focílides de Mileto
- Focio de Constantinopla
- Frontón
- Gabriel, el Prefecto
- Galo
- Gauradas
- Gémino
- Germánico
- Getúlico
- Glauco de Atenas
- Glauco de Nicópolis
- Glicón
- Gregorio Nacianceno
- Hecateo de Tasos
- Hédilo de Samos (o de Atenas)
- Hegemón de Alejandría
- Hegesipo
- Heladio
- Heliodoro
- Heráclides de Sinope
- Heráclito de Halicarnaso
- Hermocreonte
- Hermodoro de Siria
- Heródico de Babilonia
- Homero
- Honesto de Corinto (o de Bizancio)
- Ignacio, el Maestro (de Gramática)
- Ión de Samos
- Ireneo, el Árbitro
- Isidoro de Egas
- Isidoro, el Escolástico
- Juan Barbucalo
- Juliano, el Antecesor
- Juliano, el Apóstata (emperador romano)
- Juliano, el Egipcio
- Juliano, el Escolástico
- Lacón
- Láureas
- León el Filósofo
- Leoncio, el Escolástico
- Leónidas de Alejandría
- Leónidas de Tarento
- Libanio de Antioquía
- Lisístrato, el Adivino
- Longo
- Luciano de Samósata
- Lucilio
- Macedonio, el Cónsul
- Macedonio de Tesalónica
- Magno, el Médico
- Mariano, el Escolástico
- Marino de Neápolis
- Mecio (o Macio)
- Meleagro de Gádara
- Menandro de Atenas
- Menandro el Protector
- Menécrates de Samos (o de Esmirna)
- Mero de Bizancio (o Miro de Bizancio)
- Mesómedes
- Metrodoro
- Miguel, el Archivero (o el Gramático)
- Mimnermo de Colofón
- Mirino
- Mnasalces de Sición
- Mosco de Siracusa
- Munacio
- Musicio
- Néstor de Laranda (o de Nicea)
- Nicandro de Colofón
- Nicarco de Alejandría
- Nicéneto de Samos (o de Abdera)
- Nicias de Mileto
- Nicodemo de Heraclea
- Nicómaco de Platea
- Nilo, el Escolástico
- Nóside de Locris
- Numenio de Tarso
- Pablo, el Silenciario
- Páladas de Alejandría
- Páncrates de Arcadia
- Pánfilo
- Panteleo
- Parmenión de Macedonia
- Patricio
- Perses de Tebas (o Perses de Macedonia)
- Pinito
- Pisandro de Rodas
- Pisón
- Pítaco de Mitilene
- Pitágoras de Samos
- Platón de Atenas
- Platón, el Joven
- Polemón
- Poliano
- Polieno
- Polieno de Sardes
- Polístrato de Letópolis
- Pompeyo Macro (o Mácer), el Joven
- Posidipo de Pela
- Praxíteles
- Ptolomeo
- Queremón
- Raro
- Riano de Creta
- Rufino, el Doméstico
- Sabino, el Gramático
- Safo de Mitilene
- Samo
- Sátiro
- Segundo de Tarento
- Serapión de Alejandría
- Simias de Rodas
- Simónides de Ceos
- Sinesio, el Escolástico
- Sinesio, el Filósofo
- Sócrates
- Sofronio de Damas
- Talo de Mileto
- Teéteto
- Teéteto, el Escolástico
- Teócrito de Cos (o de Quíos)
- Teócrito de Siracusa
- Teodoreto, el Gramático
- Teodóridas de Siracusa
- Teodoro
- Teodoro, el Procónsul
- Teófanes el Confesor
- Teón de Alejandría
- Teosebia
- Tiberio, el Ilustre
- Tiilo
- Timnes
- Timocles
- Timocreonte de Rodas
- Timón
- Tomás, el Escolástico
- Trajano (emperador romano)
- Trifón
- Troilo, el Gramático
- Tucídides de Atenas
- Xenócrates
- Xenócrito de Rodas
- Xenófanes
- Zeloto
- Zenobio, el Gramático
- Zenódoto de Éfeso
- Zósimo de Tasos

Además de los epigramas de los autores citados, hay en la Antología griega otros 800 aproximadamente de autoría desconocida, que algunos estudiosos han atribuido a poetas como Afareo de Atenas, Escrión de Samos...